# Mario Pietruzzi
Mario Pietruzzi (Alessandria, 19 giugno 1918 – Cascinagrossa, 5 novembre 2014) è stato un calciatore e allenatore di calcio italiano, di ruolo centrocampista o attaccante.
Ha trascorso complessivamente quasi 25 anni nell'Alessandria, passando con i Grigi tutta la sua carriera da calciatore.
Ritiratosi sul finire degli anni settanta, viveva a Cascinagrossa, sobborgo di Alessandria, dove è deceduto nel 2014 all'età di 96 anni.

## Carriera

### Giocatore
Cresciuto nel Savoia di Litta Parodi e poi nelle giovanili del Crema a metà anni trenta, esordì da professionista con la maglia dell'Alessandria nella stagione 1938-1939, in Serie B. Con i grigi visse tutta la sua carriera da calciatore, ottenendo la promozione in A al termine del campionato 1945-1946 e seguendo la squadra anche dopo la prima caduta in Serie C, nel 1949-1950.
Disputò le ultime gare nella stagione del ritorno tra i cadetti (1952-1953); vanta un totale di 53 presenze e 4 gol in Serie A e 129 presenze e 19 reti in Serie B. Con 283 gare in campionato è il terzo calciatore più presente in maglia grigia dopo Antonio Colombo e Renato Cattaneo.

### Allenatore
Da allenatore seguì alla fine degli anni cinquanta il Derthona. Allenò poi la Valenzana per due stagioni prima di entrare stabilmente nello staff tecnico dell'Alessandria, seguendo soprattutto le giovanili e allenando a più riprese la prima squadra in Serie C: nei campionati 1967-1968 e 1968-1969, nel 1971-1972 dopo l'esonero di Mario David e nelle ultime quattro giornate del campionato 1973-1974, già vinto da Dino Ballacci licenziato per contrasti con la presidenza.

## Palmarès

### Giocatore

#### Competizioni nazionali
- Campionato italiano di Serie B: 1

Alessandria: 1945-1946

### Allenatore

#### Competizioni nazionali
- Serie C: 1

Alessandria: 1973-1974